# 兼松佐知子
兼松 佐知子（かねまつ さちこ、1925年6月8日 - 2021年12月7日）は、日本の東京都の婦人相談員、著作家である。日本の婦人相談員の第一人者である。

## 生涯
1925年、中国東北部（満洲）に生まれる。内地にわたり、1944年に恵泉女学園高等部卒業。同年、満洲に戻る。1945年8月、日本の降伏前後にはソ連対日参戦で侵攻してきたソ連兵に女性が性暴力を受けるのを間近で経験した。兼松自身も屋根裏部屋に数ヶ月隠れ住んだ。この経験が後の兼松の行動に影響を与えたとされている、
1953年に帰国。売春防止法が施行された1957年、兼松は東京都社会事業学校を卒業して東京都の婦人相談員として新宿区の婦人相談員になる。以後、婦人相談員として、50年以上活動した。退職後も相談事業に携わった。1986年にエイボン女性年度賞を受賞、翌年1987年には東京弁護士会人権賞を受賞。2021年12月7日、老衰で死去。

## 著書
- 閉じられた履歴書―新宿・性を売る女たちの30年 朝日新聞社 1987年8月7日 ISBN 9784022557391
- 街を浮遊する少女たちへ―新宿で“待つ”“聴く”を続けて50年 岩波書店 2009年2月26日 ISBN 9784000248075